# Ensemble Schirokko Hamburg

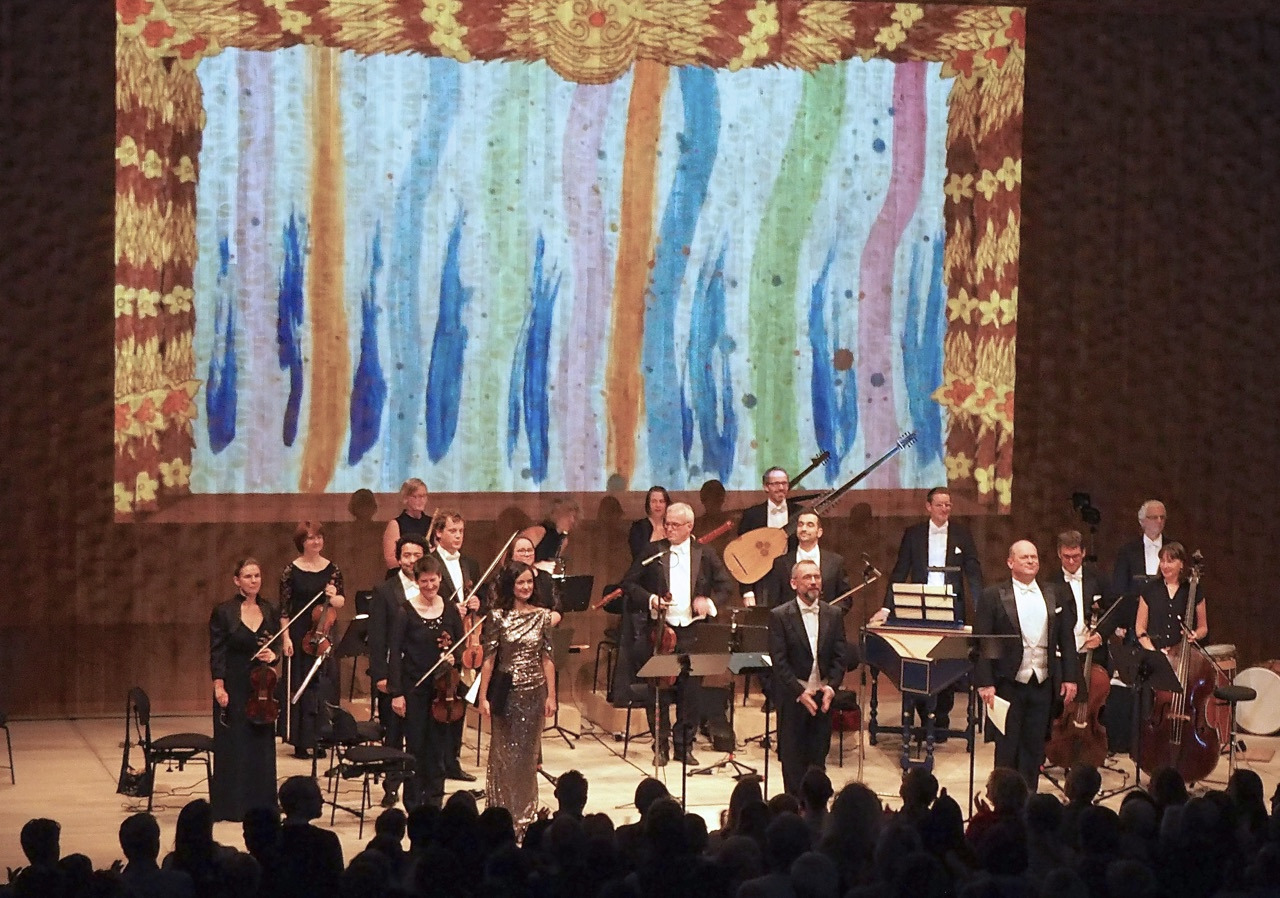
Ensemble Schirokko in der Elbphilharmonie, Hamburg 2019

Das Ensemble Schirokko Hamburg ist ein 2007 gegründetes deutsches Barockorchester mit Sitz in Hamburg. Künstlerische Leiterin ist die Geigerin Rachel Harris. 

## Geschichte
Das Ensemble setzt sich aus freiberuflichen Musikern zusammen, die an internationalen Ausbildungsstätten für historische Aufführungspraxis studiert haben. Die Mitglieder spielen auf historischen Instrumenten oder deren Nachbauten. Der Schwerpunkt liegt bei der Aufführung von Werken aus dem musikalischen Früh- und Hochbarock, zusätzlich werden regelmäßig Werke der Wiener Klassik und der Romantik aufgeführt. Die Größe des Ensembles variiert von kammermusikalischen Besetzungen bis zum Sinfonieorchester mit über 40 Musikern, wobei die Programme neben den originalen Werken auch eigene Bearbeitungen von Kammer- oder Tastenmusik enthalten.
Außerdem begleitet das Orchester Kantoreien und Chöre bei der Aufführung von oratorischen Konzertprogrammen. So entstand eine enge Zusammenarbeit mit u. a. mit der Rheinischen Kantorei, dem Bremer RathsChor, dem Harvestehuder Kammerchor, dem Ensemble hamburgVOKAL, dem Landesjugendchor Schleswig-Holstein, dem Kammerchor Fontana d’Israel, dem Franz-Schubert-Chor Hamburg, dem Madrigalchor Kiel, der Kantorei der Hauptkirche St. Jacobi, der Hamelner Kantorei und der Michaeliskantorei Kaltenkirchen. Das Ensemble gastierte unter anderem beim Rheingau Musik Festival, Festival Alte Musik Knechtsteden, TON:Arten-Musikfestival in Sasbachwalden und den Musikwochen Weserbergland. Das Orchester arbeitet dabei mit Dirigenten und Kirchenmusikern zusammen wie zum Beispiel Thomas Berning, Martin Böcker, Edzard Burchards, Matthias Mensching, Daniel Zimmermann, Jörg Endebrock, Matthias Janz, Gerhard Löffler, Stefan Vanselow und Friederike Woebcken.
Mit dem transnationalen Performance-Ensemble HAJUSOM gestaltete Schirokko 2016 ein performatives Adventskonzert. Seit 2017 erarbeitete das Orchester wiederholt Programme mit dem Bezug zur historischen Hamburger Oper am Gänsemarkt. Dabei erklingen in den thematisch kombinierten Konzertprogrammen vorwiegend Werke aus Opern, die in Hamburg ihren Ursprung haben und wurden u. a. im kleinen Saal der Elbphilharmonie in Zusammenarbeit mit Hamburger Schulklassen und dem Künstlerkollektiv urbanscreen gefördert von der Kulturbehörde der Stadt Hamburg aufgeführt.

## Diskografie
- The Division Violin, part 1. Werke von u. a. Arcangelo Corelli, Michel Farinel, John Eccles, Daniel Purcell, Thomas Baltzar (Ambitus; 2008)
- Schirokkos Seereisen. Werke von Jean-Féry Rebel, Antonio Vivaldi, Francesc Valls, Georg Philipp Telemann. (Ambitus; 2009)
- Schirokkos Telemann. Neuentdeckte geistliche Arien. Mit Tanya Aspelmeier, Sopran (Ambitus; 2010)
- Le Monde Parisien. Werke von Marin Marais, G. Ph. Telemann, J. N. P. Royer (Ambitus; 2014)
- O Lux Beata Trinitas. Norddeutsche Kantaten. Werke von u. a. David Pohle, Dietrich Becker, Augustin Pfleger, Mit Beat Duddeck, Altus (Solo Musica; 2019)